# Eduardo Santamarina
Eduardo Santamarina est un acteur mexicain, né le 9 juillet 1968 à Veracruz (Mexique). 

## Biographie

### Carrière
Eduardo Santamarina étudie le métier d'acteur au Centro de Educación Artística (centre de formation au métier d'acteur, appartenant au groupe Televisa) de 1989 à 1991.
En 1992, il fait ses débuts dans le monde des telenovelas avec De Frente al Sol.

En 2003, on le retrouve notamment dans Velo de Novia et en 2004 dans Rubí. C'est avec cette dernière qu'il reçoit en 2004 le titre de meilleur acteur lors de la cérémonie Tv y Telenovelas.

### Vie privée
Eduardo Santamarina se marie avec Mayrín Villanueva le 28 février 2009. Il est déjà père de jumeaux, fruits de sa relation avec l'actrice Itatí Cantoral.

## Filmographie partielle

### Cinéma
- 2003 : Baño de Damas de Michel Katz

### Telenovelas
- 1992 : De Fente al Sol : Luis Enrique
- 1995 : La Dueña : Mauricio
- 1996 : La Antorcha Encendida : Félix
- 1996 : Marisol : José Andrés Garcés del Valle
- 1997 : Salud, Dinero y Amor : Jorge Miguel
- 1998 : Rencor apasionado : Mauricio Gallardo Del Campo
- 2000 : El precio de tu amor
- 2001 : Amigas y rivales : José Alcántara
- 2003 : Velo de Novia : José Manuel del Álamo / Jorge Robleto
- 2004 : Rubí : Alejandro Cárdenas Ruiz
- 2006 : Yo amo a Juan Querendón : Juan Domínguez
- 2007 : Amar sin maquillaje
- 2010 : Le Triomphe de l'amour (Triunfo del amor) : Octavio Iturbe
- 2011 : Ni contigo ni sin ti : Leonardo Cornejo
- 2012 : Por ella soy Eva : Diego Fonticoda
- 2013 : Libre para amarte : Ramón Sotomayor
- 2021 : ‘’Buscando a Frida’’ : Don Abelardo Pons
- 2021-2022 : ‘’La desalmada’’  : Don Octavio Toscano

### Séries télévisées
- 2009 :  Mujeres asesinas : Marcos
- La Familia Peluche